# Morocco spotted horse
Morocco spotted horse är en mycket sällsynt hästras som utvecklats i USA under början av 1900-talet. Hästarna utvecklades ur ovanliga skäckfärgade Berberhästar från Marocko som sedan korsades med olika raser som t.ex. Hackneyhästen och större typer av körhästar som importerades från Frankrike. Sedan 1990-talet har aveln upphört nästan helt på denna ras och det finns väldigt få exemplar kvar av denna ras. Morocco spotted-hästarna är alltid skäckfärgade och kan, på grund av inkorsningar av andra raser, besitta extra gångarter utöver de normala skritt, trav och galopp.

## Historia
Under 1900-talets början importerades 6 st Hackneyhästar från Storbritannien till USA, varav två av dessa var hingstar ch de resterande fyra hästarna var ston. Dessa Hackneyhästar var ovanligt skäckar, en färg som inte vanligtvis existerade hos rasen. Dessa Hackneyhästar korsades med skäckfärgade Berberhästar som importerats från Marocko, och man utavlade även lite med tyngre körhästar från Frankrike för att ge rasen mer tyngd och massa. De två mest inflytelserika hingstarna var Dessel Day, som föddes 1887 i Frankrike, och Stuntney Benedict, en Hackneyhäst som föddes 1900 i England och som importerades till USA 1907. Båda dessa hingstar var svartskäckar. 
1935 startades rasens första förening i Iowa, "Iowa Spotted Horse Asociation", där man kunde registrera sina hästar och få dem godkända för avel. Efter bara något år byttes föreningen namn till "Morocco Spotted Horse Association och 1939 fick föreningen det namn som gäller än idag, "Morocco Spotted Horse Co-Operative Association of America". Men redan under 1970-talet svalnade intresset för rasen och under början av 1990-talet var både föreningen och all avel av rasen nästan helt nerlagda. Många Moroccan Spotted-hästar utavlades med andra raser för att skapa nya typer av ridhästar. 
Under föreningens storhetstid erkände man inkorsningar av dessa raser:
- American saddlebred
- Tennessee walking horse
- Engelskt fullblod
- Arabiskt fullblod
- Hackneyhäst
- Morganhäst

Rasen räknades som utdöd ända fram till 2007 när den ideella räddningsorganisationen Frontier Ranch i Nevada blev tipsade en gård med övergivna och vanskötta hästar i Missouri. Bland hästarna fanns flera renrasiga Morocco Spotted-hästar, samt ovanliga hästar av en skäck-färgad linje av Morganhästar som kallades "War Paint". På gården fanns ett trettiotal Moroccan spotted och ett tjugotal andra hästar som räddades av föreningen. 
Föreningen har nu startats upp på nytt i ett försök att rädda rasen från total utrotning och för att späda ut blodslinjerna något tillåter man registreringar av olika korsningar med andra raser av liknande typ, så länge den registrerade hästarna öljer den standard som man har satt på hästens exteriör och temperament. 

## Egenskaper
Morocco Spotted Horse är en ädel och tilltalande häst som visar många av de ädlare linjerna från ökenhästarna, men är något grövre och stabilare i typen. Morocco spotted-hästarna har även ärvt Berberhästens uthållighet och tålighet. Hästarna är generellt över 148 cm och idealet är över 150 cm i mankhöjd. Alla typer av skäck är tillåtna hos rasen och basfärgen kan vara både brun, fux, svart eller skimmel, så länge hästen har mer än 10 % färgade fält hos hingstar och mer än 3 % färgade fält hos ston och valackar. Hästarna måste även visa upp en tydlig lättare varmblodskaraktär och får inte ha kallblods- eller ponnykaraktär. 
Morocco Spotted har under åren varit utsatt för utavel med andra raser men idag kan de registreras så länge de har den tpyiska skäckfärgen, följer standarden i exteriören och har ett vänligt och lätthanterligt temperament. Hästarna har långa och slanka ben men är något grövre än traditionella ridhästar. Inkorsningarna av många så kallade "gatied breeds", dvs raser som naturligt besatt extra gångarter, har lett till att en del Morocco Spotted-hästar även kan inneha någon av alla dessa gångarter.  
Hästarna är lättare typer av varmblodshästar som är lämpade för körning och ridning. Benen är långa med små hovar och utan hovskägg. Ryggen är något kort men välformad. Halsen är lång och väl musklad och huvudet är attraktivt med en rak nosprofil och rena drag. Hästarna har utmärkta rörelser